# 生けるパスカル (松本清張)
『生けるパスカル』（いけるパスカル）は、松本清張の小説。「黒の図説」第8話として『週刊朝日』に連載され（1971年5月7日号 - 7月30日号）、1971年9月に中編集『生けるパスカル』収録の表題作として、光文社（カッパ・ノベルス）から刊行された。

## あらすじ
画家の矢沢辰生は、美術雑誌記者の森禎治郎から、ルイジ・ピランデルロの小説「死せるパスカル」の話を聞き、妻の精神分裂に悩まされ創作を唯一の希望としたピランデルロの生活に共感を覚える。妻の鈴恵を脳裏に置いて、矢沢にいちいち対応するものがあった。
鈴恵とは恋愛結婚だったが、その前から友人の妹の道子とつき合っていた。それが鈴恵に露見したことが妻の嫉妬の最初となり、瀬戸内海のある都市で出会った岩沢明美との関係が発覚すると、鈴恵は逆上し、暴力沙汰が始まった。続いて画廊の女店員やモデルのスミ子と関係を持つと、妻は自殺未遂騒ぎを起こした。矢沢はフロイトの翻訳書などを読み、妻の狂気がヒステリー患者に完全に該当することを確かめた。ピランデルロは妻から逃げ出したが、鈴恵と別れたらどんなにいいだろうと矢沢は思った。女のために費やそうと好きな物を買おうと自由である。結婚は偶然である。その出会いで一生を共にできるかどうか、お互いにわかるわけはない。ところがその偶然で一生を共にしなければならない必然性が生じてくるのは奇怪というほかない。どうせ心から満足する女はいないにちがいないから契約の形式でいい。いつでも解約できる形式の。
矢沢はレストラン経営者で美術にも詳しい羽田志津子に心を惹かれるようになる。それを知った鈴恵は狂暴になり矢沢と無理心中をはかろうとする。家政婦の近藤イネが入り難を逃れたが、妻の桎梏から脱れるため、矢沢は犯行計画をたてはじめる。

## エピソード
- 文芸評論家の荒正人は「『生けるパスカル』は、近来の傑作である」「E・A・ポーが現代に生きていたら、こういう作品をまとめたかもしれぬ」との評を寄せている[1]。
- 文芸評論家の進藤純孝は「自分と同じような境遇の男と、その手こずった妻とのかかわりを、あれこれと取り上げては、何か脱出のいい工夫はないものかとくびをひねるわけだ。その思案が実に綿密に紹介されていて、それで画家の困りよう惑いようの程も察せられる具合になっている。読者は、ヒステリー研究書の中味や「死せるパスカル」という小説の筋や、それを書いた作家の生涯などに案内されながら、いつか主人公である画家の呻きに気持ちを吸いつけられる。その上で、画家の犯罪の計画と遂行に付き合うことになり、飽きるひまがない」と評している[2]。